# Estoril Open 2001
Estoril Open 2001 — тенісний турнір, що проходив на відкритих кортах з ґрунтовим покриттям Estoril Court Central в Оейраші (Португалія). Належав до серії International в рамках Туру ATP 2001, а також до серії Tier IV в рамках Туру WTA 2001. Тривав з 9 до 15 квітня 2001 року.

## Фінальна частина

### Одиночний розряд, чоловіки
Хуан Карлос Ферреро —  Фелікс Мантілья 7–6(7–3), 4–6, 6–3
- Для Ферреро це був 2-й титул за сезон і 3-й - за кар'єру.

### Одиночний розряд, жінки
Анхелес Монтоліо —  Олена Бовіна 3–6, 6–3, 6–2
- Для Монтоліо це був 1-й титул за рік і 1-й — за кар'єру.

### Парний розряд, чоловіки
Радек Штепанек /  Міхал Табара —  Доналд Джонсон /  Ненад Зімоньїч 6–4, 6–1
- Для Штепанека це був 1-й титул за рік і 2-й - за кар'єру. Для Табари це був 2-й титул за сезон і 2-й - за кар'єру.

### Парний розряд, жінки
Квета Грдлічкова /  Барбара Ріттнер —  Тіна Кріжан /  Катарина Среботнік 3–6, 7–5, 6–1
- Для Гдрлічкової це був єдиний титул за сезон і 3-й — за кар'єру. Для Ріттнер це був 1-й титул за рік і 3-й — за кар'єру.